# Heinrich Eduard Jacob
Heinrich Eduard Jacob (7 de octubre de 1889 - 25 de octubre de 1967) fue un periodista y escritor alemán, posteriormente nacionalizado estadounidense. Nacido en el seno de una familia judía en Berlín y criado en Viena, Jacob trabajó como periodista y biógrafo durante veinte años, hasta la llegada al poder de los nazis. A finales de la década de 1930 fue encerrado a la fuerza en los campos de concentración de Dachau y luego de Buchenwald, de donde fue liberado gracias a los esfuerzos de su futura esposa Dora, y emigró a los Estados Unidos. Allí continuó publicando libros y contribuyendo en periódicos. Regresó a Europa al final de la Segunda Guerra Mundial. Su mala salud, agravada por su experiencia en los campos, le causó muchos problemas sobre el final de su vida, pero continuó publicando hasta finales de la década de 1950. Como escritor utilizó los seudónimos Henry E. Jacob y Eric Jens Petersen.

## Primeros años
Jacob, cuyo verdadero nombre era Henry Edward Jacob, nació en Friedrichstadt, un distrito de Berlín. Sus padres fueron Richard Jacob (1847-1899), un director de banco y editor, y Martha (apellido de soltera Behrendt), perteneciente a una familia de terratenientes. La pareja se divorció en 1895 y Martha volvió a casarse, con el banquero vienés Edmund Lampl, el mismo año.

## Carrera

### Juventud, educación y primer empleo
Jacob creció junto con su hermano mayor, Robert (1883-1924) y su media hermana menor, Alice Lampl (1898-1938) en un hogar germano-judío intelectual. Asistió al Gymnasium en Berlín y Viena, y obtuvo su Abitur certificado por la Casa de Ascania en Berlín, bajo la tutela del célebre filósofo Otto Friedrich Gruppe. Ingresó en la Universidad Frederick William (en la actualidad, la Universidad Humboldt de Berlín) para estudiar literatura, historia, música y estudios alemanes. En la universidad conoció y trabó amistad con el expresionista Georg Heym, y obtuvo su primer trabajo periodístico, como crítico de teatro para el Deutschen Montagszeitung.

### República de Weimar
Jacob trabajó como periodista y escritor durante veinte años, durante los cuales publicó varias novelas, historias cortas y obras de teatro. Durante septiembre y octubre de 1926 fue delegado del Congreso Internacional Cinematográfico en París, un evento en el que se promocionaban varias películas propagandísticas antisemitas. Más tarde, Jacob plasmó su experiencia en su novela Blut und Zelluloid. Durante este período ganó reputación como escritor talentoso y prolífico, y publicó textos en campos tan diversos como periódicos, biografías (especialmente de compositores alemanes), obras de teatro, obras de ficción e historia cultural.

### Nazismo y emigración
En marzo de 1933, luego de la llegada al poder del Partido Nazi y de la promulgación de leyes que restringían la libertad de los judíos, Jacob perdió su trabajo como periodista en el Berliner Tageblatt. Se dedicó a trabajar como escritor independiente en Viena, concentrando sus esfuerzos en biografías y obras de no ficción. En el undécimo congreso internacional de la organización literaria PEN Club Internacional, llevado a cabo en Dubrovnik, Jacob se unió a sus colegas escritores Raoul Auernheimer y Paul Frischaue en su oposición al Nazismo, y contribuyó en la fractura del capítulo austríaco del PEN. Sus libros fueron prohibidos durante el régimen nazi, pero permanecieron en la imprenta gracias a los editores exiliados suizos y holandeses. 

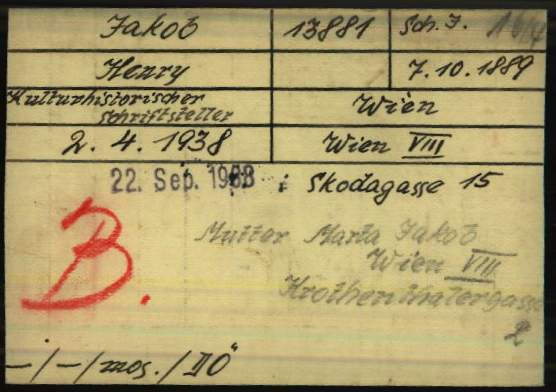
Tarjeta de registro de Heinrich Eduard Jacob como prisionero en el campo de concentración nazi de Dachau

El 22 de marzo de 1938, después de la anexión de Austria, Jacob fue arrestado. Todas sus pertenencias, incluyendo su biblioteca y su correspondencia privada, fueron confiscadas, y Jacob fue incluido en el primer transporte de prisioneros "para celebridades", como se lo conocía en esa época, con rumbo al campo de concentración de Dachau. Permaneció allí hasta el 23 de septiembre de 1938, cuando fue transferido a Buchenwald.
La por entonces futura esposa de Jacob, Dora Angel-Soyka, consiguió tras un esfuerzo extraordinario que lo liberasen de Buchenwald. Hermana del poeta austríaco Ernest Angel y exesposa del escritor Otto Soyka, pidió ayuda al tío estadounidense de su prometido, Michael J. Barnes, para asegurar su liberación el 10 de enero de 1939. Jacob y Angel-Soyka contrajeron matrimonio el 18 de febrero de 1939 e inmediatamente abandonaron Alemania, vía Reino Unido, hacia Nueva York.

### Últimos años y fallecimiento
En los Estados Unidos, Jacob reanudó su carrera como escritor. Contribuyó a dos periódicos en alemán: el semanal judío Aufbau y el New York Times. Publicó más obras de no ficción, esta vez en inglés, y obtuvo la ciudadanía estadounidense el 28 de febrero de 1945. Regresó a Europa después del final de la guerra, en el verano boreal de 1953, pero no se estableció permanentemente en un lugar, sino que se mudó varias veces y vivió en hoteles y pensiones con su esposa. Su salud, severamente dañada por su confinamiento en los campos de concentración, se debilitó mucho, y desde 1959 ya no pudo continuar escribiendo.
Jacob falleció en 1967 y está enterrado, junto con su esposa, en un cementerio judío en Berlín.

## Recepción de la crítica
La obra de Jacob ha sido objeto de análisis y críticas por numerosos eruditos de la historia de la literatura. En 2005, Isolde Mozer identificó un hilo místico en su obra, a pesar de su modernidad. Caracterizó el uso temático del autor de elementos de la Cábala como un intento de hallar una solución para la crisis de la modernidad. 
Jens-Erik Hohmann, en una monografía de 2006, manifestó que la carrera de Jacob representa un componente de la historia de Alemania como un todo: como un recuento de la vida de un ser humano y un artista, tratando ambos de sobrevivir y de formar parte de la historia en una época turbulenta. 